# Comté de Lane (Oregon)
Pour les articles homonymes, voir Lane et Comté de Lane.

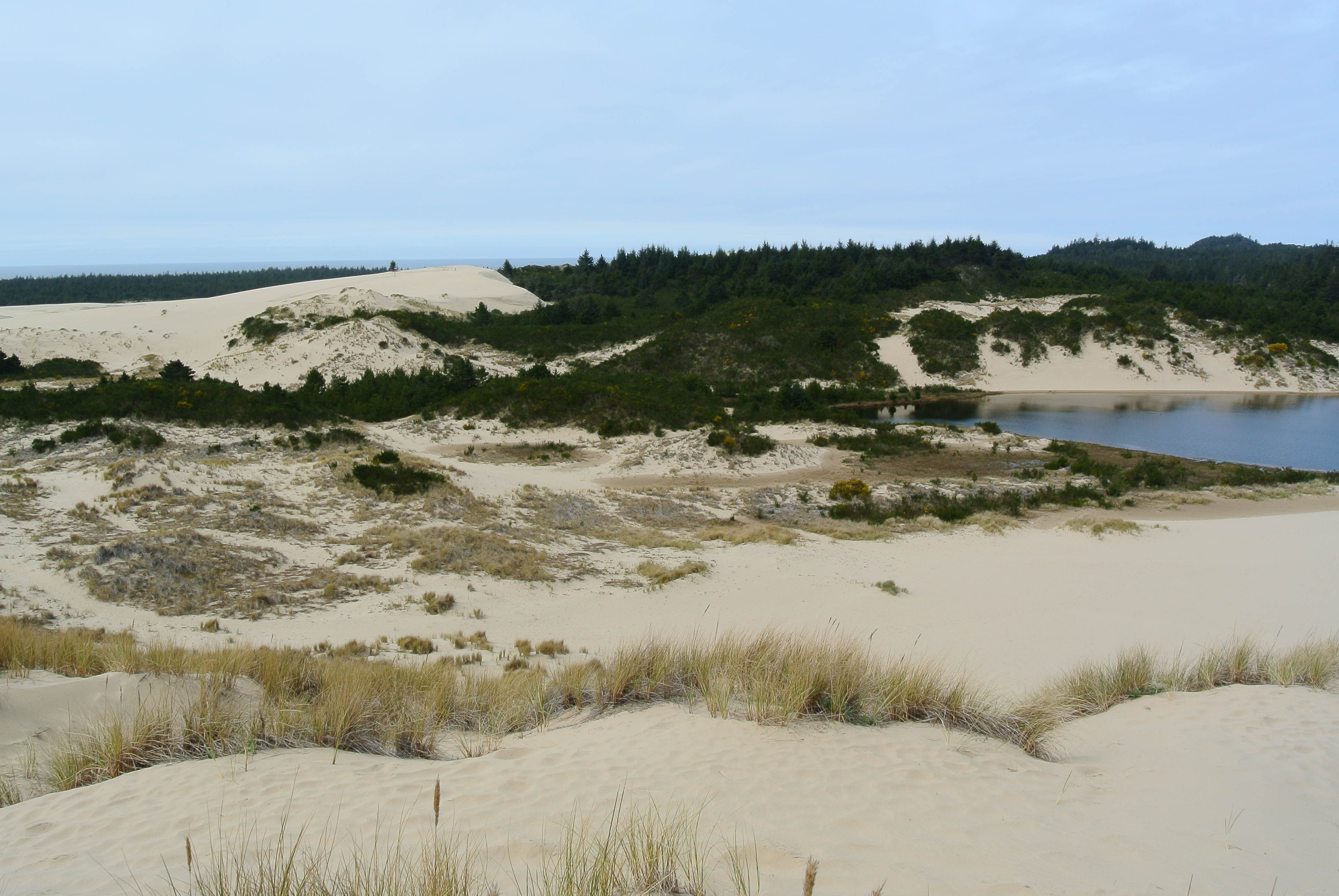
Dunes au sud de Florence.

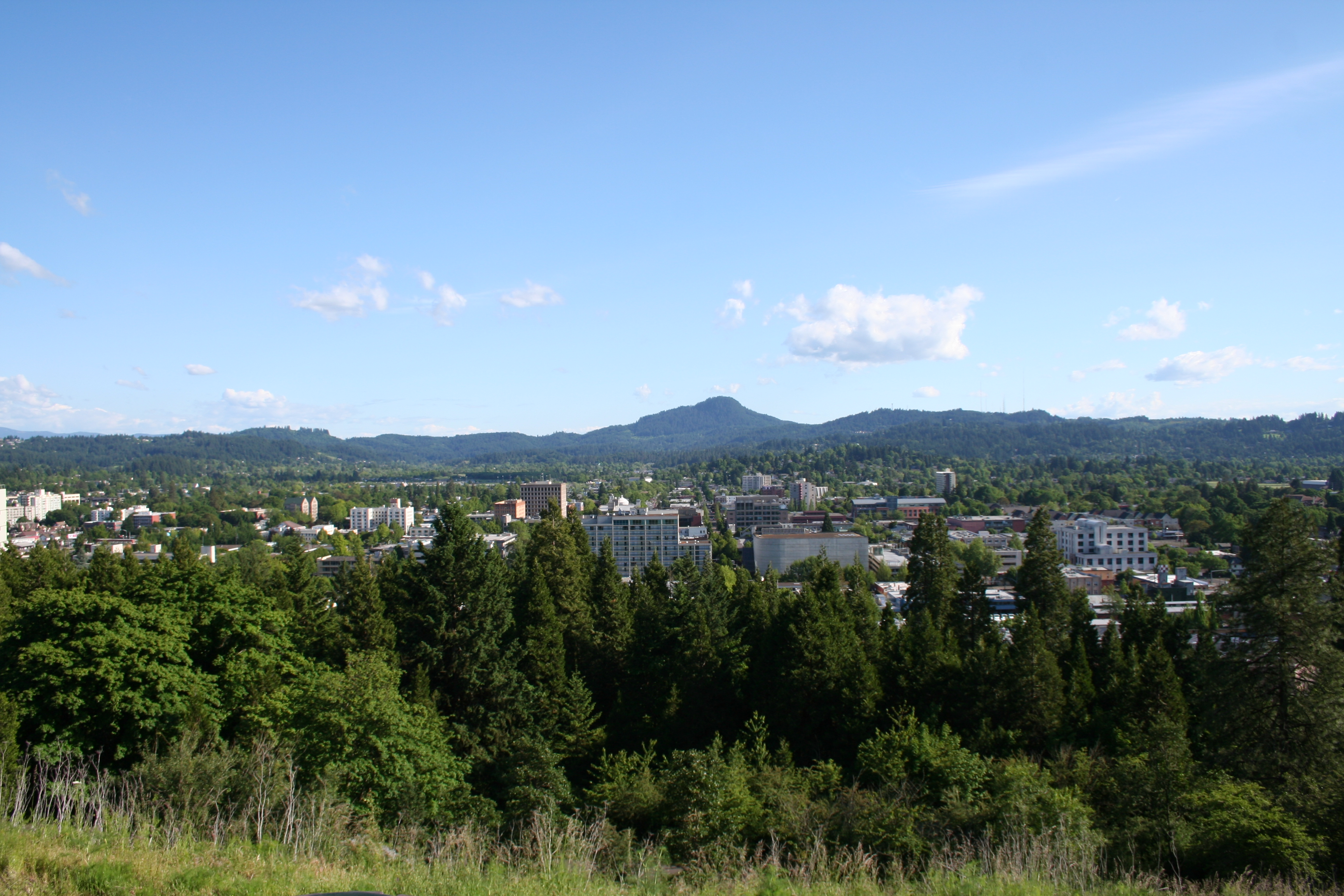
Centre-ville de Eugene.

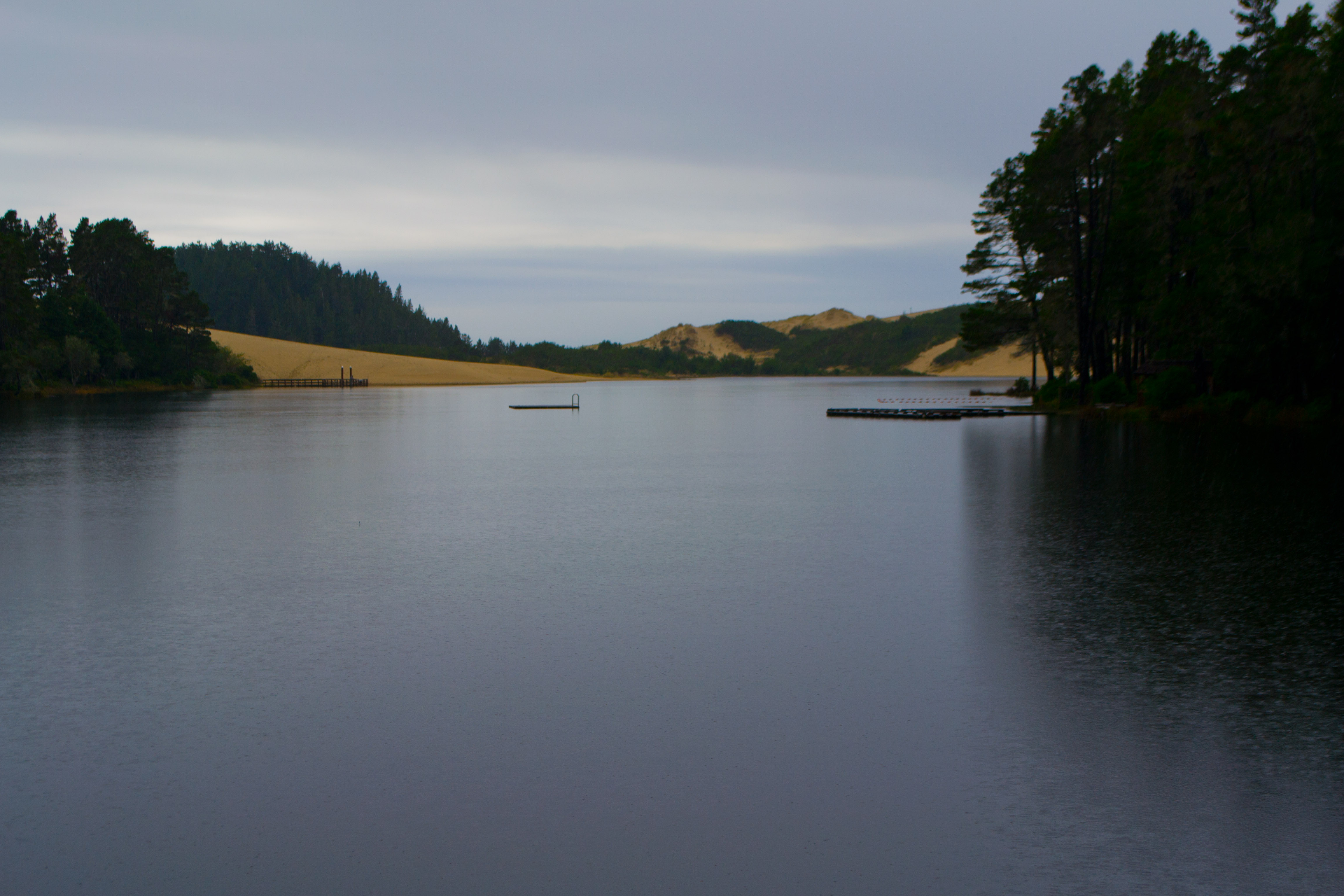
Le lac Cleawox.

Le comté de Lane (anglais : Lane County) est un comté situé dans l'ouest de l'État de l'Oregon aux États-Unis. Il est nommé en l'honneur de Joseph Lane, le premier gouverneur du Territoire de l'Oregon. Le siège du comté est Eugene. Selon le recensement de 2020, sa population est de 382 971 habitants.

## Géographie
Le comté a une superficie de 12 229 km2, dont 11 795 km2 sont de terre.

## Démographie
Au recensement de 2000, la population du comté s'élevait à 322 959 hab dont 130 453 ménages et 82 185 familles résidentes. La densité de population était de 27 hab/km2.
La répartition ethnique était de 90.64 % d'Euro-Américains, 2 % d'Asio-Américains et 1.13 % d'Amérindiens. Le revenu moyen par habitant était de 19 681 dollars avec 14.4 % vivant sous le seuil de pauvreté.

## Communautés

### Villes incorporées
- Coburg
- Cottage Grove
- Creswell
- Dunes City
- Eugene
- Florence
- Junction City
- Lowell
- Oakridge
- Springfield
- Veneta
- Westfir

### Comtés adjacents
- Comté de Lincoln (nord-ouest)
- Comté de Benton (nord)
- Comté de Linn (nord-est)
- Comté de Douglas (sud)
- Comté de Deschutes (est)
- Comté de Klamath (sud-est)

## Histoire
Le comté a été créé en 1851 à partir des comtés de Linn, Benton et de l'ancien comté d'Umpqua (en). Il tient son nom du premier gouverneur du territoire Joseph Lane (qui a aussi donné son nom à Fort Lane (Oregon)). Quand la législature territoriale a créé le comté, elle n’a pas désigné son siège. La ville d'Eugene a été désignée par un vote en 1853.
En 1852, John Diamond et William Macy dirigent une équipe d'exploration pour étudier un raccourci pour la piste de l'Oregon à travers la chaîne des Cascades. Le tracé par le col Willamette est devenu connu comme la « Route de l'émigration libre ». Près de 250 wagons avec 1 027 personnes ont quitté la voie habituelle de la piste à Vale et ont suivi l'Elliott Cutoff à travers le désert du centre de l'Oregon. (Elliott Cutoff signifie «raccourci d'Elliot»).
Quand ils arrivèrent à ce qui est maintenant la ville de Bend, ils ont envoyé des éclaireurs vers le sud pour trouver la meilleure route. Quand les colons de la vallée de Willamette ont découvert l'arrivée de ces émigrés, ils leur ont apporté leur aide du fait de leur état déplorable. Le nombre d'émigrés arrivés à cette occasion a doublé la population de comté de Lane en 1853.
Depuis, les limites du comté ont été modifiées  à de nombreuses reprises. Le premier lui a donné l'accès à l'océan Pacifique. Lors de la création du comté de Wasco, il a perdu l'ensemble de ses terres à l'est de la chaîne des Cascades.

## Économie
Le service des forêts des États-Unis est propriétaire de 48 % des terres du comté. La croissance dans les décennies à venir est davantage orientée vers les services, la fabrication de matériel de transport, l'impression, l'édition, et la haute technologie. En juillet 2008, « PeaceHealth Medical Group » est le plus grand employeur privé du comté de Lane.

## Référence
- (en) Cet article est partiellement ou en totalité issu de l’article de Wikipédia en anglais intitulé « Lane County, Oregon » (voir la liste des auteurs).